# Gaetano Bonsignore

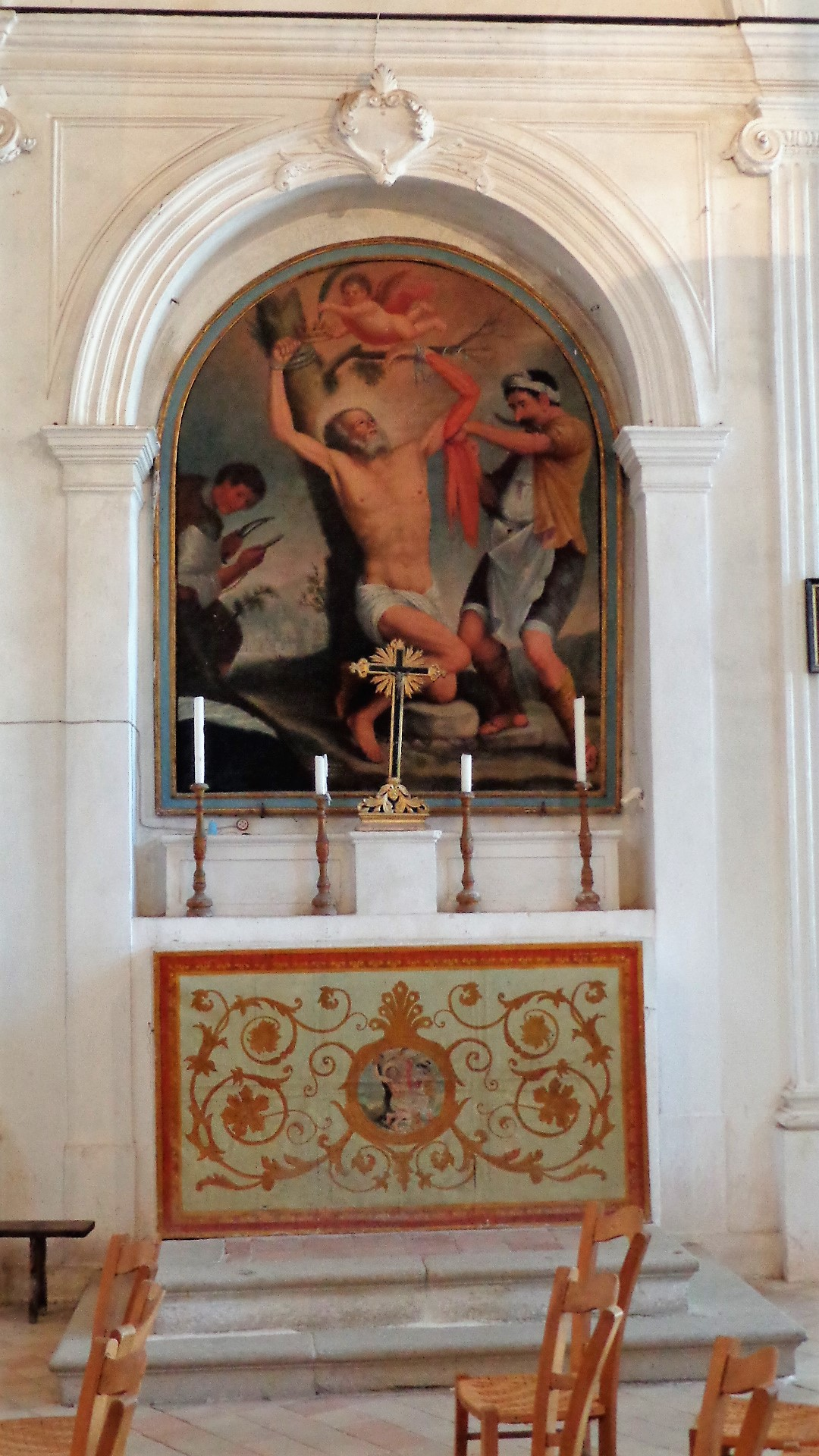
Martirio di San Bartolomeo, chiesa di Sant'Antonio Abate, Novara di Sicilia.

Gaetano Bonsignore (Barcellona Pozzo di Gotto, 1800 circa – Barcellona Pozzo di Gotto, ...) è stato un pittore italiano.

## Biografia
Gaetano Bonsignore nasce a Barcellona Pozzo di Gotto inizi del 1800, maggior esponente della locale famiglia di pittori e decoratori operanti nel comprensorio (fine XVIII - inizi XIX secolo): Francesco Bonsignore, Michele Bonsignore, Sebastiano Bonsignore, il contributo comune più importante è il ciclo di affreschi e pitture che adornano la chiesa di San Giovanni Battista in Barcellona Pozzo di Gotto. Poche le notizie biografiche e cenni essenziali sulle opere limitatamente all'anno della realizzazione e localizzazione.

## Opere
- 1828, Madonna di Porto Salvo in Gloria, pala d'altare con angeli e la marina di Gallico sullo sfondo, chiesa della Madonna di Portosalvo, Gallico, Reggio Calabria.
- 1834, Martirio di San Bartolomeo, pala d'altare firmata e datata, chiesa di Sant'Antonio Abate, Novara di Sicilia, Messina.
- 1834 (?), Convito di Erode Antipa e ciclo di affreschi, firmati e datati, chiesa di San Giovanni Battista, Barcellona Pozzo di Gotto, Messina.